# Пејо
Пејо (итал. Peio) је насеље у Италији у округу Тренто, региону Трентино-Јужни Тирол.
Према процени из 2011. у насељу је живело 408 становника. Насеље се налази на надморској висини од 1561 м.

## Становништво
Према резултатима пописа становништва 2011. у општини је живело 1.891 становника.
| 1931. | 1936. | 1951. | 1961. | 1971. | 1981. | 1991. | 2001. | 2011. |
| ----- | ----- | ----- | ----- | ----- | ----- | ----- | ----- | ----- |
| 1.798 | 1.776 | 2.092 | 2.139 | 2.120 | 1.964 | 1.824 | 1.843 | 1.891 |